# بير بن اسحاق (القطن)
'

تعديل مصدري - تعديل

بير بن اسحاق هي إحدى قرى عزلة القطن بمديرية القطن التابعة لمحافظة حضرموت، بلغ تعداد سكانها 113 نسمة حسب تعداد اليمن لعام 2004.